# 中村外二
中村外二（なかむら そとじ、1906年12月 - 1997年5月17日）は、京都の数奇屋大工棟梁。裏千家御家元御用達の作事方大工。富山県小矢部市（旧石動町）出身。

## 略歴
- 大正7年（1918年）、12歳の時に伯父で高名な大工、水田常次郎に弟子入りし、大工となる。
- 大正初期頃の贅を尽くした『高級数寄屋建築』の多くは、江戸時代から文化の発祥地である遊郭屋の『貸座敷』で、外二は当時の清水組（現清水建設）の仕事で”へその緒を切った”（初仕事）。
- 昭和21年（1946年）40歳の時、嫡男義明誕生。大工として独立。大東亜戦争終戦（1945年）により、まずは住宅などの小型物件が急務となった。　200名など大勢の職人を抱える大規模建築の工務店は、仕事がなく職人らを食べさせる事が困難となり多数倒産した。職人の多くは、和歌山や福井などの地方出稼ぎ労働者であったことも手伝って、そのほとんど（9割とも言われる）が地元へ帰省し、帰京しなかった。それでも、棟梁クラスの腕の良い名工達は京都に残った。外二と数人の同志は、いずれも富山の農家出自により、米など食料は手に入り、戦後の食糧難でも職人達を食べさせることが出来たし、小型物件の仕事はあったため、外二はその名工らを迎え入れた。　職を失った名工達が20～30人続々と外二の元に集結した。その中には『京数寄屋の名人・北村捨次郎』の右腕と言われた匠など、名工が何人もいた。
- 昭和20～30年代頃の『高級数寄屋建築』の多くは料理店であり、数多く手がけた。中でも京都老舗の修復は、歴史的な名工の技術を研究・復元する貴重な経験となった。
- 昭和28年（1953年）亡くなった岡田永斎に代わって、茶道御家元御用達（出入り）の数寄屋建築師（作事方）となる。
- 昭和41年（1966年）頃から、松下幸之助の社会貢献事業である茶室を多数完成させ、評価を得る。
- 昭和61年（1986年）、現代の名工として表彰される[1]。
- 昭和63年（1988年）、勲六等瑞宝章を受章[1]。
- 平成4年（1992年）、京都市文化功労者に認定される[1]。
- 平成9年（1997年）没。生涯「大工の中村です」と謙虚であり、現場主義を貫いた。

## 作品

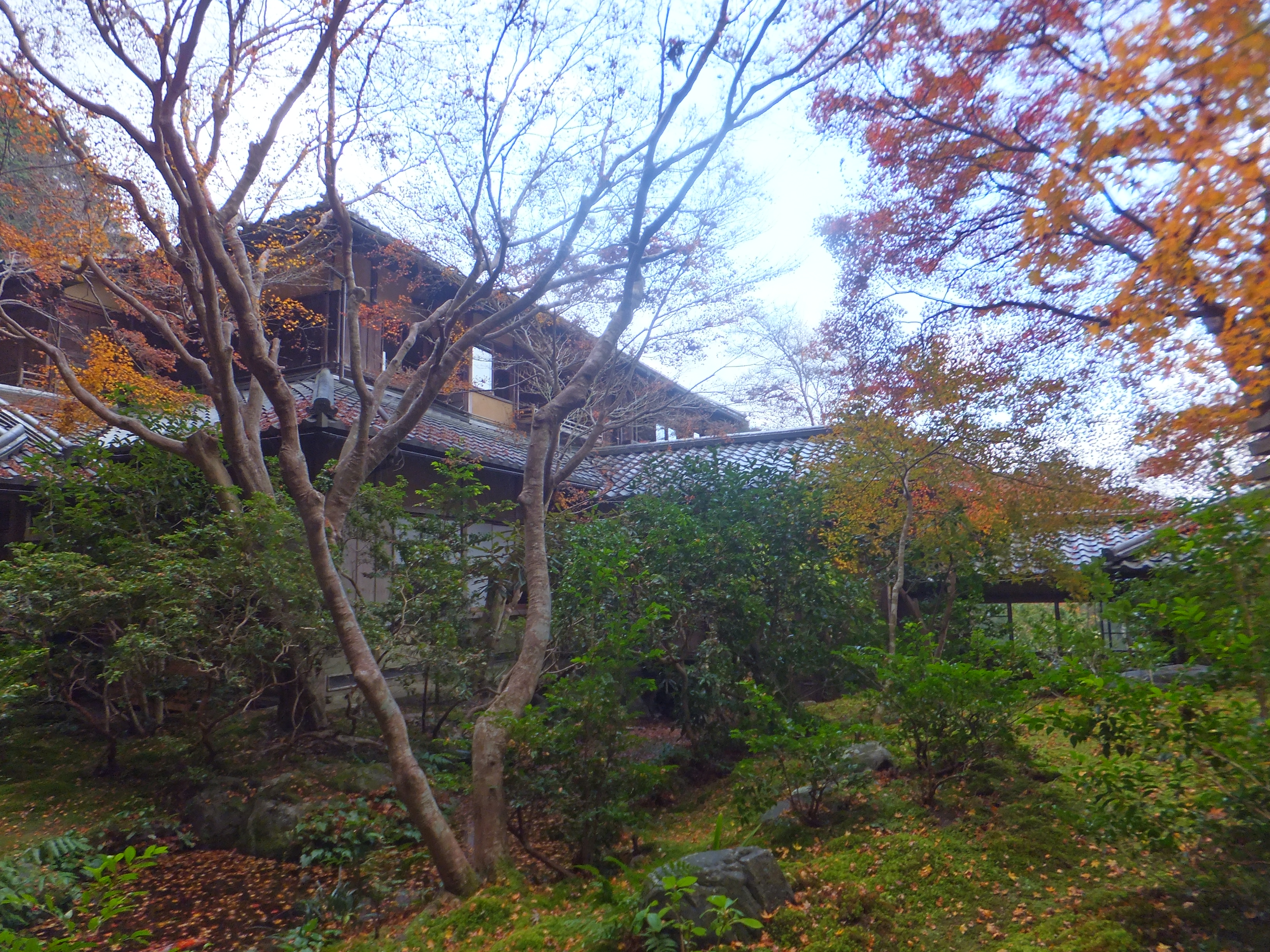
瑠璃光院

- 瑠璃光院（旧・喜鶴亭。京都市左京区）
- 伊勢神宮茶室

## 関連著作
- 中村外二数寄屋建築施工集
- 匠技-大工・中村外二の仕事